# Bashkim Shaqiri
Bashkim Shaqiri, född den 16 januari 1968, är en albansk före detta fotbollsspelare. Han spelade under sin karriär för Flamurtari Vlorë, Jonsereds IF och Assyriska FF.
Shaqiri spelade fotboll för Flamurtari Vlorë i hemlandet Albanien. 1991 åkte klubben till Sverige och spelade den första omgången i kvalet till Europacupen för mästarlag mot IFK Göteborg. Efter matchen valde Shaqiri tillsammans med lagkamraten Edmond Lutaj att stanna i Sverige. Med hjälp av kontakter började de båda spela i division 2-laget Jonsereds IF. Därefter spelade Lutaj för Gais och Holmalunds IF innan de båda återförenades i Assyriska FF. Säsongen 2001 var Shaqiri med och spelade för Assyriska i Superettan.
Sedan ett antal år tillbaka arbetar han som lärare i Idrott och Hälsa.